# Люй Дунбинь

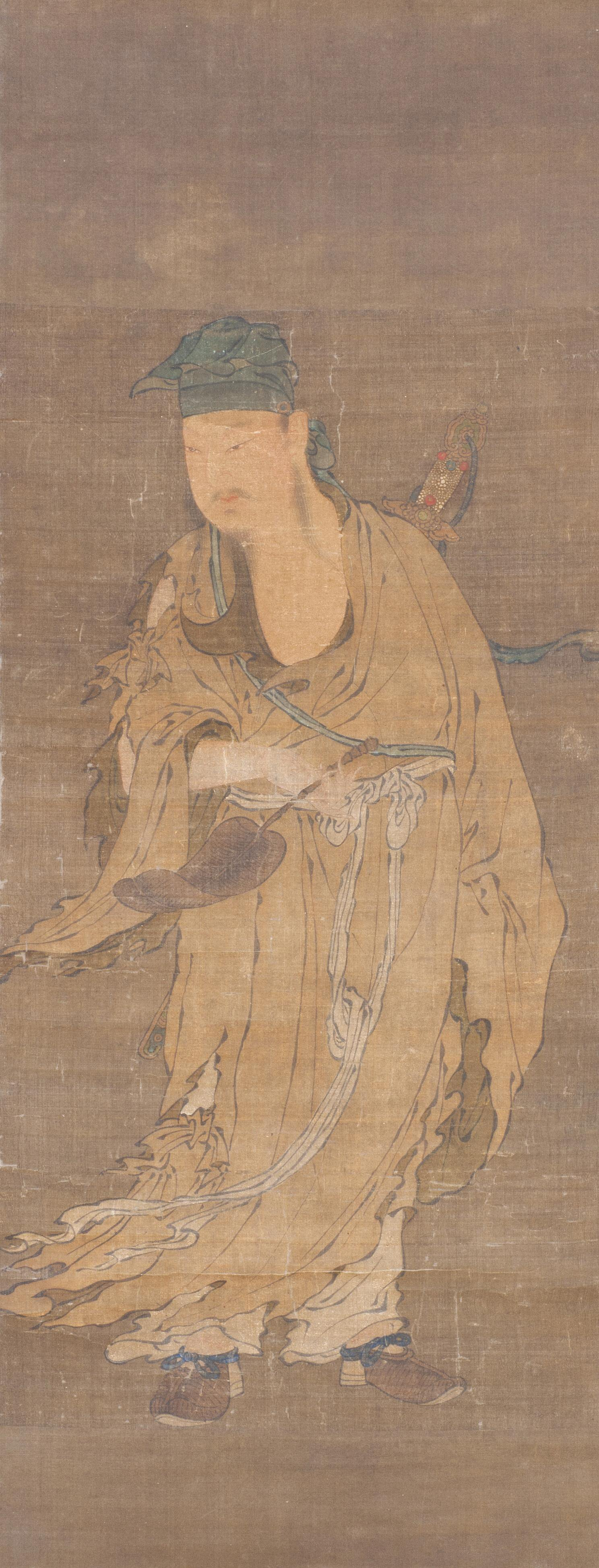
Люй Дунбинь, картина эпохи Мин

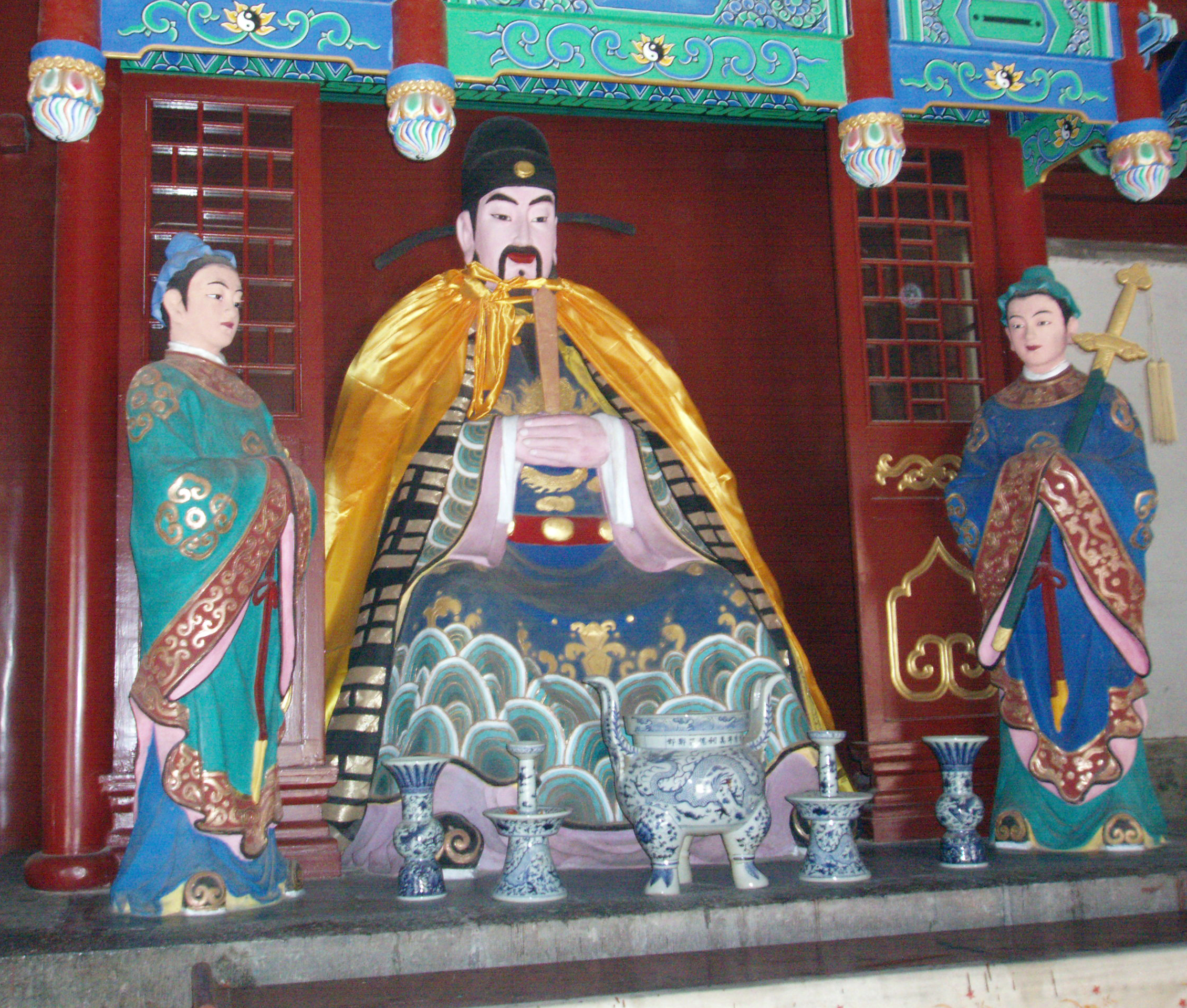
Статуя Люй Дунбиня в храме в Ханьдане

Люй Дунбинь (кит. 吕洞宾,Lǚ Dòngbīn) — даосский патриарх, а также легендарный исторический персонаж, причисленный к даосскому пантеону, входит в Восемь Бессмертных.
Люй Дунбинь считается главным из Восьми Бессмертных (хотя более точно главным является Чжунли Цюань). Имя от рождения Люй Янь (кит. 巖 или 岩, Lü Yán). Он называл себя также Мастером Чистого Ян (Чуньян-цзы) (кит. 純陽子 Chunyang Zi), в даосизме его называют также Патриархом Люй (呂祖 lü zŭ). Он родился в уезде Цзинчжао (кит. 京兆府, Jīngzhào Fŭ) в современной провинции Хунань около 796 года при династии Тан.
Его изображают с мечом, рассеивающим зло.

## Биография
Когда он родился, появился аромат благовоний вокруг. В 20 лет он не был женат, дважды пытался сдать экзамен на чиновника, но потерпел провал.
Он познакомился с одним старейшим даосом из Восьми Бессмертных, Чжунли Цюанем, который дал ему для отдыха свою подушку.
Однажды, когда Люй был в Чанъани, он поставил вариться кашу из жёлтого проса, положил голову на подушку и задремал. Ему приснился знаменательный сон, как будто он выдержал государственный экзамен, получил важную должность и скоро стал заместителем министра (侍郎). Он взял в жёны дочь уважаемого богача, у него родились сын и дочь. Потом он дослужился до премьер-министра. Однако появилось много завистников, и его стали обвинять в преступлениях, он вынужден был уйти в отставку, жена его обманула, дети его были убиты разбойниками и он потерял всё своё состояние. Умирая нищим на улице, он вдруг проснулся.
Хотя во сне прошло восемнадцать лет, в реальности весь сон занял несколько минут, пока варилась каша. Чжунли Цюань объяснил ему через этот сон тщетность и пустоту повседневной жизни. Он стал вместе с Чжунли заниматься даосизмом. Поначалу он учился фехтованию, потом различным искусствам магии и алхимии даосской школы Высшей Чистоты (Шанцин).
В своей жизни, в первый год династии Тан (825 г. н. э.) Люй Дунбинь был некоторое время учёным. Затем он дважды служил окружным судьёй в провинции Цзянси. Вскоре он был разочарован чиновничеством, покинул своё официальное положение и удалился в горы Лушань. Там он и встретил бессмертного Чжунли Цюаня, который взял его в ученики. Там же Люй Дунбинь проходил свои знаменитые Десять испытаний, чтобы заслужить право на бессмертие.
Посвящение в бессмертные Люй получил на горе Хэ, ему был вручён «Меч чудесного могущества», и только после этого он стал осваивать секретные формулы даосской школы Шанцин (Высшей Чистоты). В 50 лет Люй достиг бессмертия. Затем он долго странствовал по свету, и с помощью меча избавлял людей от горя и зла.
Ушел из мира людского Люй Дунбинь в Башне Жёлтого Журавля (黃鶴樓 huánɡhèlóu) в 1016 н. э. в период Северной династии Сун.
Сон Люй Дунбиня послужил сюжетом знаменитой повести Ма Чжиюаня «Сон, пока варилась каша из жёлтого проса» (黃粱夢 húang líang mèng), повесть обрела популярность во время династии Юань.
Люй Дунбинь считается мастером даосской алхимии.
Его описывают также как очень доброго старика с чайником, продающего растительное масло.
В честь Люй Дунбиня недалеко от города Юнлэ был построен храм Чуньян (Chunyang), известный как Храм Люй Дунбиня.

## Образ Люй Дунбиня в кино
- «Запретное царство» / «The Forbidden Kingdom» (США, Китай; 2008) режиссёр Роб Минкофф, в ролии Люй Яня — Джеки Чан.